# Like a G6
"Like a G6" är en låt från Far East Movements album Free Wired, släppt 2010. Gästartister på singeln är The Cataracs och Dev och den är producerad av Niles Hollowell-Dhar i The Cataracs. Låten låg etta på Billboard Hot 100 i en vecka. "G6" står för "Gulfstream G650", som är ett flygplan. Låten hänvisar till den "lata livsstilen som jet-setters lever, vilket beskrivs med lekfulla texter som sjungs av gästartisten Dev."

## Respons
Enligt Nielsen SoundScan, har låten 2 miljoner betalda nedladdningar i USA. 50 Cent gjorde en remix av låten, som Bottom Feeder producerat och där Jermaine Dupri, Obie Trice och Adam Tensta är gästartister. Affärstidskriften Fortune skrev att Gulfstream Aerospace hade "sagt att de var "glada" över entusiasmen för produkten i låten."

## Låtlista
Digital singel
1. "Like a G6" (feat. The Cataracs & Dev) – 3:38

Digital remix EP
1. "Like a G6" (RedOne Remix) [feat. Mohombi, The Cataracs, & Dev] – 4:41
2. "Like a G6" (Disco Fries Remix) [feat. The Cataracs & Dev] – 5:33
3. "Like a G6" (Big Syphe Remix) [feat. The Cataracs & Dev] – 4:58
4. "Like a G6" (DJ Solarz Remix) [feat. The Cataracs & Dev] – 5:05
5. "Like a G6" (Ruxpin Remix) [feat. The Cataracs & Dev] – 6:52
6. "Like a G6" (Guy Furious Remix) [feat. The Cataracs & Dev] – 4:00
7. "Like a G6" (Fantastadon Remix) [feat. The Cataracs & Dev] – 5:23
8. "Like a G6" (DJ Enferno Remix) [feat. The Cataracs & Dev] – 4:49

## Topplistor och certifikat
| Topplista (2010)                         | Högsta position |
| ---------------------------------------- | --------------- |
| Australien (ARIA)                        | 2               |
| Belgien (Ultratop Flanders)              | 6               |
| Belgien (Ultratip Wallonia)              | 17              |
| Danmark (Tracklisten)                    | 19              |
| Irland (IRMA)                            | 13              |
| Kanada (Canadian Hot 100)                | 3               |
| Nederländerna (Nederlandse Top 40)       | 6               |
| Nya Zeeland (RIANZ)                      | 1               |
| Schweiz (Media Control AG)               | 10              |
| Slovakien (IFPI)                         | 30              |
| Sverige (Sverigetopplistan)              | 11              |
| Sydkorea (GAON)                          | 1               |
| Tjeckien (IFPI)                          | 55              |
| Tyskland (German Downloads Chart)        | 20              |
| UK R&B (The Official Charts Company)     | 1               |
| UK Singles (The Official Charts Company) | 6               |
| US Billboard Hot 100                     | 1               |
| US Hot Dance Club Songs (Billboard)      | 3               |
| US Pop Songs (Billboard)                 | 4               |
| US Rap Songs (Billboard)                 | 3               |
| US Latin Songs (Billboard)               | 42              |
| US Latin Pop Songs (Billboard)           | 37              |
| Österrike (Ö3 Austria Top 40             | 20              |

### Certifikat
| Land        | Certifikat |
| ----------- | ---------- |
| Australien  | Guld       |
| Nya Zeeland | Gold       |
| USA         | 2× platina |

## Utgivningshistorik
| Region         | Datum            | Format              | Skivbolag                             |
| -------------- | ---------------- | ------------------- | ------------------------------------- |
| Storbritannien | 14 november 2010 | Digital nedladdning | Cherrytree Records/Interscope Records |